# ボーイ・ミーツ・ラブ
『ボーイ・ミーツ・ラブ』（英: Touch of Pink）は、2004年に製作されたカナダ・イギリス合作映画。監督はイアン＝イクバル・ラシード。
日本では2005年に第1回関西 Queer Film Festivalにて上映された。なお、映画祭での邦題は『タッチ・オブ・ピンク』。

## キャスト
- アリム：ジミ・ミストリー
- ケイリー・グラント：カイル・マクラクラン
- ジャイルズ：クリステン・ホールデン＝リード
- ヌル（アリムの母）：スー・マシュー
- ドリー（ヌルの姉）：ヴィーナ・スッド
- ハッサン：ブライアン・ジョージ
- カレド（アリムのいとこ）：ラウール・バネジャ